# Государственные символы Таджикистана
Государственные символы Республики Таджикистан — установленные конституционным законом отличительные знаки государства — Таджикистана.
К государственным символам относятся:
- Государственный флаг Таджикистана
- Государственный герб Таджикистана
- Государственный гимн Таджикистана

Город Душанбе, как столица Таджикистана, является местом нахождения оригинала текста Конституции Таджикистана, эталонов Государственного Флага и Государственного Герба Таджикистана.

## Государственный флаг Таджикистана

Государственный флаг Таджикистана

Государственный флаг Республики Таджикистан представляет собой прямоугольное полотнище, состоящее из трёх горизонтальных полос: верхней — красной, средней — белой и нижней — зелёной в соотношении между собой по ширине как 2:3:2. В центре флага изображена золотая стилизованная корона с полукругом из семи пятиконечных звёзд над ней.
Корона и звезды вписываются в прямоугольник, стороны которого по вертикали составляют 0,8 , а по горизонтали 1,0 ширины белой полосы. Пятиконечные звезды вписываются в окружность диаметром 0,15 и располагаются по дуге радиусом 0,5 ширины белой полосы.
Корона высотой 0,55 ширины белой полосы прогибается с основания по дуге радиусом 1,2 ширины белой полосы. Четыре дугообразных элемента, формирующие верх короны, венчаются в центре частью круга диаметром 0,2 ширины белой полосы..
Отношение ширины флага к его длине — 1:2. Положение № 892 от 11 декабря 1999 года «О Государственном Флаге Республики Таджикистан»

## Государственный герб Таджикистана

Государственный герб Таджикистана

Государственный Герб Республики Таджикистан представляет собой изображение стилизованной короны и полукруга из семи звезд над ней в лучах солнца, восходящего из-за гор, покрытых снегом и обрамленного венцом, составленным справа из колосьев пшеницы, слева из веток хлопчатника с раскрытыми коробочками. Сверху венец перевит трехполосной лентой, в нижнем секторе помещена раскрытая книга на подставке.
В цветном изображении Государственного Герба Республики Таджикистан корона, солнце, горы, колосья, книга и подставка - золотые; стебли и листья хлопчатника зеленые, полосы на лентах красная, белая и зеленая; обложка книги красная..

## Государственный гимн Таджикистана
Гимн был утверждён 7 сентября 1994 года, через три года после обретения независимости Таджикистаном после распада СССР. С 1946 года по 1994 год гимном страны являлся Государственный гимн Таджикской ССР.
Музыка национального гимна Республики Таджикистан была позаимствована из государственного гимна Таджикской ССР, мелодию к которому написал советский композитор Сулейман Юдаков в 1946 году. Автором слов национального гимна Республики Таджикистан является народный поэт Таджикистана Гулназар Келди.